# Tigoa
Tigoa es una localidad de las Islas Salomón, situadas en el sur del océano Pacífico. La localidad se encuentra en el atolón de Rennell, y es a su vez capital de la provincia de Rennell y Bellona. Sur coordenadas cartográficas son 11°54′S 160°03′E / -11.900, 160.050
- Datos: Q987011